# H. C. Robbins Landon
Howard Chandler Robbins Landon (6 de marzo de 1926 - 20 de noviembre de 2009) fue un musicólogo estadounidense, considerado como uno de los mayores especialistas en la vida y obra de Joseph Haydn. 

## Biografía
Nació en Boston, Massachusetts y estudió música en Swarthmore College y en la Universidad de Boston. Posteriormente, se trasladó a Europa, donde trabajó como crítico musical. Desde 1947 realizó investigaciones en Viena de Joseph Haydn, un compositor del cual se convertiría en un destacado experto. Su libro Symphonies of Joseph Haydn se publicó en 1955, y su obra en cinco volúmenes Haydn: Chronicle and Works a finales de la década de 1970. También editó una serie de obras de Haydn. 
Robbins Landon publicó trabajos sobre otros compositores del siglo XVIII, incluidos Wolfgang Amadeus Mozart, Ludwig van Beethoven y Antonio Vivaldi. Además, fundó la Haydn Society y colaboró en la edición completa de la obra de Mozart.

## Obra
Entre sus obras, destacan:
- Symphonies of Joseph Haydn (1955).
- Beethoven; sein Leben und seine Welt in zeitgenössischen Bildern und Texten Zúrich: Universal Edition, 1970.
- Haydn: Chronicle and Works. Bloomington: Indiana University Press, 1976-1980. v. 3 ISBN 0-500-01164-8.
- Haydn: A Documentary Study. Nueva York: Rizzoli, 1981. ISBN 0-8478-0388-0.
- Mozart and the Masons : new light on the lodge "Crowned hope". Nueva York, N.Y.: Thames and Hudson, 1983, c1982. ISBN 0-500-55014-X.
- Handel and his World. Boston: Little, Brown. 1984. ISBN 0-316-51360-1.
- 1791: Mozart's last year. Londres y Nueva York, N.Y.: Thames and Hudson, 1988, 1999. ISBN 0-500-28107-6 (1999 edition).
- Con David Wyn Jones: Haydn, His Life and Music. Bloomington: Indiana University Press. 1988. ISBN 0-253-37265-8.
- Mozart, the golden years, 1781-1791. Nueva York: Schirmer Books, 1989. ISBN 0-02-872025-3.
- Mozart and Vienna. Nueva York: Schirmer Books: Maxwell Macmillan International, 1991. ISBN 0-02-871317-6.
- Vivaldi: Voice of the Baroque. Londres: Thames & Hudson, 1993. ISBN 0-500-01576-7.

### Publicaciones en español
- H. C. Robbins Landon: 1791: El último año de Mozart (Siruela, Madrid).